# Microcyclops robustus
Microcyclops robustus is een eenoogkreeftjessoort uit de familie van de Cyclopidae. De wetenschappelijke naam van de soort is voor het eerst geldig gepubliceerd in 1965 door Shen & Sung.